# Notte di maggio (film)
Notte di maggio (Майская ночь, или Утопленница) è un film del 1952 diretto da Aleksandr Arturovič Rou.